# Cuccio
Il Cuccio è un torrente della Lombardia, che scorre in provincia di Como. 

## Idrografia
Nasce dal Pizzo di Gino, nel comune di San Nazzaro Val Cavargna e scorre in direzione nord-sud nella Val Cavargna, sfociando nel lago di Lugano a Porlezza. Attraversa i comuni di San Nazzaro Val Cavargna, Cavargna, San Bartolomeo Val Cavargna, Cusino, Carlazzo, Corrido e Porlezza.
Particolarmente scenografico l'orrido che si estende fra l'abitato di Carlazzo e di Corrido e che è pienamente godibile dal Ponte del Saltone sulla strada carrozzabile che unisce le due località.

## Storia
In documenti del secolo XI, il nome latino del fiume si trova nelle forme Cucio (ablativo di Cucius) e Cusin.
Violentissima e particolarmente distruttiva fu l'alluvione che nel 1911 colpì la zona e il conseguente straripamento del Cuccio che provocò la distruzione del Mulino Mambretti (ricostruito nel 1912) e danni ingentissimi a Porlezza.
Dal 1903, la portata del Cuccio è sfruttata a fini idroelettrici dall'impianto di San Pietro Sovera, alimentato da un bacino di raccolta situato in località Ponte Dovia.